# Vlado Taneski
Vlado Taneski (Macedonisch: Владо Танески) (Kičevo, 1952 - Tetovo, 23 juni 2008) was een Macedonische journalist. Hij kwam in het nieuws als moordenaar van drie vrouwen uit zijn woonplaats Kičevo, waar hij in de krant over schreef.
In 2008 was Taneski al meer dan 20 jaar journalist. Hij was getrouwd geweest (en gescheiden), met twee dochters, en onderhield een nauwe relatie met zijn moeder. Zijn vader had in 1990 zelfmoord gepleegd. In 2008 begon men hem te verdenken van de moorden op drie vrouwen: Mitra Simjanoska (dood gevonden in 2005), Ljubica Licoska (gevonden in 2006) en Zivana Temelkoska (dood gevonden in mei 2008). Over alle drie de moorden had Taneski bericht, en de krantenartikelen bevatten informatie die niet publiekelijk bekend was gemaakt; die Taneski dus moeilijk kon weten. Op het lichaam van de vrouwen, die ook verkracht waren, vond de politie sperma waarvan het DNA met dat van de journalist bleek overeen te stemmen. Op 22 juni werd hij in Tetovo in bewaring genomen; een dag later pleegde hij zelfmoord door zich in zijn cel te verdrinken.
Op het moment van zijn dood was hem de dood van twee van de drie vrouwen ten laste gelegd. Een derde tenlastelegging was in voorbereiding. Bovendien werd hij ook in verband gebracht met de dood van Gorica Pavleska in 2003. Alle slachtoffers waren oudere, laagopgeleide schoonmaaksters; vrouwen die in het profiel van zijn moeder pasten.